# Radio Veronica (zeezender)

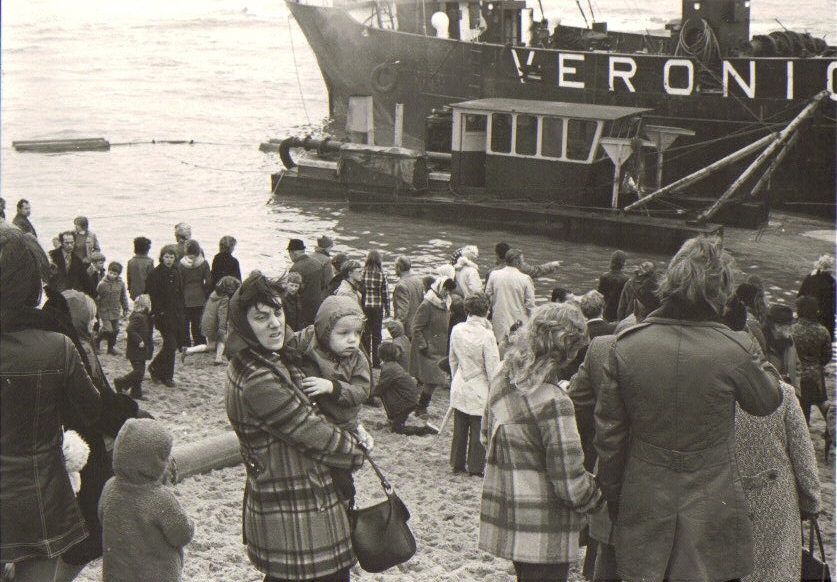
Veronicaschip Norderney, gestrand te Scheveningen, 7 april 1973

Radio Veronica was een Nederlandstalige commerciële zeezender die van 18 april 1960 tot en met 31 augustus 1974 uitzond vanaf de Noordzee met radioprogramma's gericht op Nederland en België (Vlaanderen).

## Geschiedenis van Radio Veronica

### Begin
Initiatiefnemers van de zender waren de gebroeders Verweij - onder wie Bull Verweij-, die in de jaren 60  en 70 tevens actief waren als ondernemers in een bedrijf te Loosdrecht dat centrale verwarmingssystemen aanlegde (een lucratieve branche die in de jaren 60 een betrekkelijk korte tijd een ongekend enorme groei zou doormaken, nadat in mei 1959 de aardgasbel bij Slochteren was ontdekt en zeer vele huishoudens in Nederland overstapten van kolen- naar gasverwarming en er in nieuwbouwprojecten uitsluitend nog gasverwarming zou worden aangelegd): op de commerciële zender Radio Veronica zou permanent tevens reclame worden gemaakt voor hun cv-bedrijf.
Op 15 oktober 1959 werd in Hotel Krasnapolsky te Amsterdam een 'verbond van vrije radiohandelaren' opgericht. De insteek was om net als in de Verenigde Staten via de radio reclame te maken voor welvaartsprodukten. Het Nederlandse omroepbestel stond dat destijds echter niet toe. Die dag kwam ook ter sprake om een niet aan Nederlandse regelgeving gebonden radio-omroep te beginnen, een op commerciële basis. Naar het voorbeeld van Radio Mercur in Denemarken werd besloten op de Noordzee, buiten de Nederlandse territoriale wateren, een zeezender te beginnen.
Het station ging werken onder de naam Vrije Radio Omroep Nederland, afgekort VRON maar er was verwarring met de VERON en de naam werd veranderd in Veronica, die ook refereerde aan het gedicht Het schaap Veronica van Annie M.G. Schmidt. Het schip ging voor anker net buiten de territoriale wateren ter hoogte van Scheveningen, aanvankelijk onder Panamese, later onder Guatemalteekse vlag.  Op 18 april 1960 vond een eerste testuitzending plaats en die wordt wel als verjaardagsdatum gezien. Radio Veronica ging naar de bekende golflengte van 192 meter op 17 mei 1960 vanaf het voormalige lichtschip Borkum Riff, dat in de haven van het Duitse Emden werd omgebouwd tot zendschip, op 192 meter of 1562 kHz. In november 1964 werd de Borkum Riff vervangen door de IJslandtrawler Norderney.
In de beginjaren weken de programma's niet af van wat de Hilversumse zenders normaliter brachten. Daar kwam verandering in toen de destijds 23-jarige student Willem van Kooten werd aangetrokken als programmaleider. Geïnspireerd op Amerikaanse muziekstations ontwikkelde hij een eigen radiostijl. Er kwam een lossere manier van radio presenteren met bijpassende jingles en "verbale kunststukjes". Er ontstonden nieuwe Nederlandse termen als 'met stip', 'gouwe ouwe', 'alarmschijf', 'hittip' en 'klapper van de week'.
Radio Veronica werd enorm populair bij de jeugd, omdat zij populaire en popmuziek uitzond in een vanaf 1969 vast programmaschema. Vanaf 2 januari 1965 werd een wekelijkse hitparade van de populairste nummers, de Nederlandse hitparade, al snel de Veronica Top 40 geheten, uitgezonden. Destijds werd popmuziek nauwelijks op de reguliere radiozenders (Hilversum I en II) uitgezonden. Deze formule was voor Nederland uniek. Vernieuwend voor Nederland waren ook de jingles, waaraan de luisteraar zijn favoriete radiostation (station calls) en diskjockey direct kon herkennen. Een nieuw fenomeen aan land waren de drive-inshows, waarbij de luisteraars hun favoriete dj bij het draaien van plaatjes konden bewonderen. Deze Veronica-drive-inshows hadden veel succes en kregen veel navolging bij de omroepen, andere stations en discotheken.

### Concurrentie op zee
Ondanks de goede luisterrapporten bleven de inkomsten achterwege. De gebroeders Verweij namen het bestuur over en Veronica werd alsmaar populairder, zodanig dat er andere kapers op de kust verschenen, zoals in 1964 Radio Caroline, in 1967 Radio Dolfijn en Radio 227, in 1970 Capital Radio en Radio Noordzee Internationaal, en in 1973 Radio Atlantis en Radio Mi Amigo.
Er kwam in 1964 zelfs korte tijd een televisiepiraat, die van een speciaal hiervoor gebouwd kunstmatig eiland (het REM-eiland) uitzond. Van hieruit werden Radio Noordzee en TV Noordzee uitgezonden. Deze Radio Noordzee startte op 29 juli 1964 en stopte op 17 december 1964. TV Noordzee begon op 1 september 1964; het testbeeld was al vanaf 12 augustus in de lucht. TV Noordzee hield op te bestaan op 14 december 1964. Aan alles werd door ingrijpen van de Rijkspolitie een eind gemaakt. TV Noordzee, dat in een mum van tijd zo populair geworden was, kreeg zijn vervolg aan land als nieuwe publieke omroep, de TROS.
Een andere, latere, concurrent moest op een andere manier bijna de activiteiten stopzetten.

### 1971: Bomaanslag op deMebo II
Op 15 mei 1971 werd de rust verstoord aan boord van de Mebo II (het zendschip van Radio Noordzee Internationaal) door een bomaanslag, gepleegd in opdracht van de directie van Veronica. Het was de bedoeling dat het uit te branden schip een haven binnengesleept zou worden en aldus de concurrentie het zwijgen opgelegd zou worden. Veronica heeft geprobeerd met de eigenaren van Radio Noordzee een akkoord te sluiten om tegen betaling de Nederlandstalige uitzendingen te staken. Maar Radio Noordzee wilde hiervan niet weten, met de bomaanslag als gevolg. De drie duikers onder leiding van Tom van der Linden (de ex-kapitein van de Mebo II) die de bom plaatsten in ruil voor 25 000 gulden, werden echter nog dezelfde nacht aan land opgepakt door de politie (ze werden al gezien door de bemanning van de Mebo II terwijl ze wegvoeren in een rubberboot) en verhoord. Al snel kwam deze erachter dat Veronica-aandeelhouder en reclameadviseur Norbert Jürgens hen heeft betaald, waarop deze op 17 mei werd gearresteerd. De volgende dag gaf Veronica-directeur Bull Verweij een interview met Ria Bremer, waarin hij verklaarde Jürgens geld te hebben gegeven om actie te ondernemen tegen het schip. Daarop liet de politie hem op 19 mei arresteren. Verweij heeft naar eigen zeggen alleen opdracht gegeven om het schip van het anker te lichten, zodat hij het naar de haven van Scheveningen kon laten slepen en zei niets van een bom te weten. Uiteindelijk blijkt dat kapitein Van der Linden op eigen houtje heeft besloten om een brandbom te plaatsen en de politie beschouwde hem dan ook als hoofddader. De politie hield Verweij echter verantwoordelijk als opdrachtgever en gaf aan dat hij de actie niet aan een ander had mogen overlaten. Zowel de drie duikers (Tom van der Linden, Jan Plat en Willem van Poelgeest) als Jürgens en Verweij kregen, hoewel Radio Noordzee geen aanklacht tegen hen had ingediend, een jaar gevangenisstraf. Verweij zei tijdens een later interview spijt te hebben van zijn daad, aangezien er ook doden hadden kunnen vallen. Veronica betaalde de schade aan de Mebo II.

### 1971- 1976: Acties voor omroepstatus

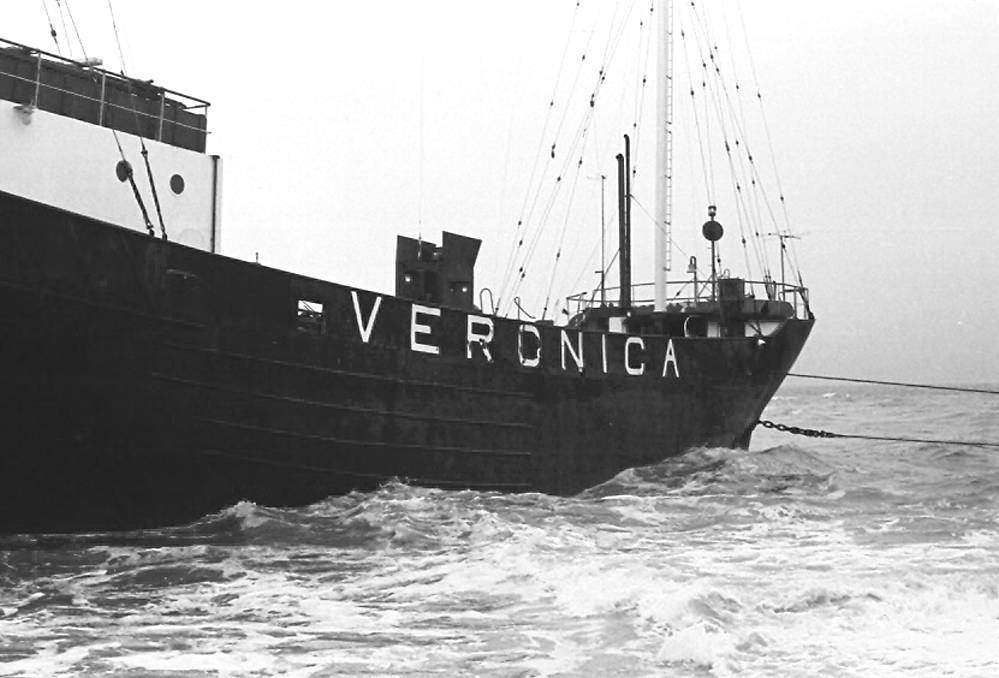
De Norderney, 18 april 1973

De roep naar Den Haag om een wettelijk verbod op de zeezenders werd door de bomaanslag luider en zo werd het voortbestaan van Veronica bedreigd door de in aantocht zijnde anti-piratenwet. Tot overmaat van ramp sloeg het zendschip tijdens een zware storm van zijn ankers en strandde de Norderney op 2 april 1973 op het strand bij Scheveningen, 100 meter ten zuiden van het Zuidelijk Havenhoofd. Duizenden nieuwsgierige luisteraars van het station kwamen in het daaropvolgend weekeinde een kijkje nemen bij het gestrande schip. Daarbij ontstond een grote verkeerschaos met een file van 20 km tussen Scheveningen en Nootdorp. Door geparkeerde auto´s op de tramrails in Duindorp kon tram 12 van de HTM enkele uren niet rijden.
Twee weken later reeds zond Radio Veronica weer uit, nu vanaf de MV Mi Amigo, het zendschip van Radio Caroline, dat zijn diensten aanbood in ruil voor nieuwe studioapparatuur. Op 18 april 1973 werd het Veronicaschip weer vlot getrokken, terwijl op dat ogenblik tienduizenden jongeren in Den Haag een grote manifestatie hielden voor het behoud van hun geliefde radiozender, toen in de Tweede Kamer in die weken de debatten over de ratificatie van het Verdrag van Straatsburg gaande waren.
De massabetoging is tevens het moment waarop Veronica een ledenwerfcampagne startte om een legale status als commerciële zender aan de wal te krijgen. Men zocht hiervoor donateurs voor de Veronica Omroep Stichting (VOS). De VOS zou een eigen radiozender, een Hilversum 4, op non-commerciële basis, beginnen. Omdat er nog geen wettelijke mogelijkheden waren om buiten het omroepbestel om een zelfstandig radiostation op te richten, richtte men voor de zekerheid ook alvast een Veronica Omroep Organisatie (VOO) op, naar het model van de legale omroep TROS, niet toevallig een omroep met "zeebenen". Indien de VOS niet toegestaan zou worden, zouden de donateurs automatisch overgeschreven worden naar een VOO-lidmaatschap. Donateurs voor ƒ 1,- (een gulden) werden aangeduid als Luistervis, wat op de donateurskaart vermeld stond.
Het Openbaar Ministerie verbood op voorspraak van minister Van Doorn de VOS echter wegens het nastreven van een illegaal doel. De constructie die werd bedacht voor de donateurs werd in eerste instantie nietig verklaard omdat de donateurs niet konden afzien van het lidmaatschap noch hun geld gerestitueerd konden krijgen. Bij een hogere rechter werd die uitspraak herzien: op de inschrijf- en omroepkaart stond duidelijk dat het het lidmaatschap van de VOO betrof maar dat tevens de VOS gesteund werd. Niettemin bleek het, naast het programma-aanbod dat Veronica presenteerde, een reden voor Van Doorn om geen C-status aan de omroep te verlenen. Veronica besloot het besluit bij de Raad van State aan te vechten.
In 1974 verscheen een protestlied tegen het verdwijnen van de zeezender, "Veronica sorry" van Peter en zijn Rockets maar het mocht niet meer baten.
Op zaterdag 31 augustus 1974 om 18.00 uur stopte Radio Veronica de uitzendingen vanwege het van kracht worden van de anti-piratenwet. Deze afsluiting werd gedaan met het ten gehore brengen van het Wilhelmus. Veel Veronica-fans herinneren zich dit moment nog goed vanwege de voorlaatste muzikale bijdrage: de saxofoon-solo uit het nummer What Love van The Collectors en de laatste muzikale bijdrage, Heather, een instrumentaal nummer van het destijds pas uitgekomen album Now and Then van The Carpenters.
Alleen Radio Mi Amigo en Radio Caroline, beide vanaf het zendschip (de MV Mi Amigo) uitzendend, zouden hierna de zeezendergeschiedenis voortzetten, door op 29 augustus 1974 de ankerplaats voor de Nederlandse kust te verlaten en de volgende dag voor anker voor de kust van Engeland te gaan.
Na 31 augustus 1974 werden alle Veronica-medewerkers ontslagen. Stan Haag ontsprong als eerste de dans door in 1975 naar het Spaans-Catalaanse Platja d'Aro te verhuizen en voor Radio Mi Amigo te gaan werken.

### Strijd op de vaste wal
Veronica, vanaf dan de VOO, vocht daarna een lastige strijd om een officiële zendvergunning te krijgen. Minister Van Doorn betoogde aanvankelijk succesvol dat de omroep geen aanvulling op het bestaande aanbod vormde. In 1976 kreeg de omroep toch, dankzij een motie in de Tweede Kamer, een aspirantstatus met wekelijks:
- een uur zendtijd op Hilversum 3, waarin vanaf 28 mei 1976, toen de TROS vond dat de komende C-status (die in oktober 1976 zou ingaan) perspectief op voldoende zendtijd gaf, een overzicht van de Nederlandse Top 40 en Tipparade gegeven werd;
- een uur zendtijd op Hilversum 2: de 3600 seconden Veronica, eerst gepresenteerd door Lex Harding, later door Tom Collins;
- een uur het verzoekplatenprogramma Goud van Out op Hilversum 1;
- een uur klassieke muziek op Hilversum 4; cynisch genoeg was het ook de VOO (bij monde van Hans Mondt) die, met haar enige uurtje zendtijd op die zender, Hilversum 4 op 28 december 1975 mocht openen. De presentatie van dat allereerste uur was in handen van Simon Somber, een personage van André van Duin;
- een uur tv-zendtijd.

De aanvraag voor de C-status werd toegewezen dankzij een positieve uitspraak van de Raad van State.

### Scheepsjournaal
Na de zeezenderperiode van Veronica lag de Norderney jarenlang in de buurt van het Amsterdamse Centraal Station aan het IJ. Het heeft ook nog in Dordrecht en in 's Gravendeel gelegen. In november 1983 werd bekendgemaakt dat het zou worden gesloopt bij slopersbedrijf Van Der Marel in het Zeeuwse Viane bij Ouwerkerk Schouwen-Duiveland. Nog net voordat met de sloop werd begonnen, kocht een ondernemer de Norderney en werd het schip tot een drijvende discotheek omgebouwd. Het lag als zodanig in Middelburg, maar later ook in Maastricht, Leeuwarden en vervolgens het Kempischdok in Antwerpen. Daar werd de Norderney gebruikt als discotheek en voor privé-feestjes. Voor de (her)opening van "Radio Veronica 103 FM" op 31 augustus 2003 werd het schip naar Monnickendam gesleept om het feest luister bij te zetten. Daarna keerde het direct weer terug naar Antwerpen. In 2009 zou het schip volgens geruchten verhuizen naar Benidorm, maar dit gebeurde niet. Eind november 2012 is het schip vanuit Antwerpen, via Dordrecht naar Groningen gevaren, waar het tot half november 2013 aan wal lag. Het werd daar gereviseerd. De volgende locatie waarnaar het voormalig zendschip verhuisde, was een ligplaats op het IJ in Amsterdam-Noord, waar het sinds 18 november 2013 ligt afgemeerd bij het NDSM-terrein. Het doet daar dienst als 'multifunctioneel activiteitencentrum'.

## Medewerkers
Bekende dj's zijn onder meer:
- Rob Out, afkomstig van de NCRV, de latere eerste directeur van de VOO, met onder andere zijn programma Goud van Out, ex dj Radio Noordzee 214 m
- Ellen van Eck, omroepster en programmaleidster van het eerste uur
- Max Groen, omroeper van het eerste uur
- Tony Vos, dj van het eerste uur
- Tineke de Nooij, de eerste vrouwelijke dj in Nederland, met Koffietijd en de jingle 1-2-3-4-5-6-7-8-9-Tíéíéneke!
- Cees van Zijtveld, verliet in 1966 Veronica voor de AVRO op Hilversum 3
- Frans Nienhuys (de oudste Nederlandse dj ooit, met zijn programma - Men vraagt en wij draaien), ex-VARA, later TROS
- Joost den Draaijer (Joost mag het weten), ging in 1971 over naar Radio Noordzee Internationaal en in 1973 naar de NOS
- Lex Harding, eerder bij Radio Dolfijn
- Tom Collins, eerder bij Radio Dolfijn
- Gerard de Vries, vertrok per donderdag 23 augustus 1973 als dj naar de TROS op Hilversum 3
- Harmen Siezen, later NOS Journaal TV
- Stan Haag (met zijn Jukebox), vanaf 1975 bij Radio Mi Amigo
- Will Luikinga (met zijn programma Will wil wel), Radio Caroline 319 (1979-80)
- Hans Mondt (met zijn programma Muziek terwijl u werkt)
- Klaas Vaak, pseudoniem van Tom Mulder, vanaf donderdag 23 augustus 1973 bij de TROS op Hilversum 3 en vanaf 05-12-1985 op Radio 3, overleden op 2 februari 2020.
- Chiel Montagne (startte in 1971 bij de TROS het televisieprogramma met Nederlandstalige liedjes Op losse groeven / Op volle toeren)
- Jan van Veen, vanaf 1971 bij Radio Noordzee en later met "Candlelight" bij de AVRO op Hilversum 3 en vanaf 02-12-1985 op Radio 3
- Bart van Leeuwen, vanaf 1976 bij Radio Mi Amigo, vanaf april 1979 bij het publieke Veronica, vanaf eind 1992 o.a. RTL en Radio 538, van 2003 tot 2016 bij het commerciële Radio Veronica en sinds 2019 bij Omroep Max op NPO Radio 5
- Robbie Dale (had ook een tv-programma JAM bij de TROS) en ook vanaf donderdag 23 augustus 1973 als invaller dj bij de TROS op Hilversum 3, ex dj Radio Caroline South 259, Radio Nova Ierland (jaren 80)
- Eddy Becker, vertrok in 1970 naar de NCRV
- Krijn Torringa (als Bob van Bob & Brenda), later bij de AVRO op Hilversum 3 en Radio 3
- Suhandi (Hans Oosterhof) met Radio Sinar Sang Surya uit Curaçao

Onder de nieuwslezers waren:
- Freek Simon, werd later programmamaker bij de TROS
- Arend Langenberg, later nieuwslezer bij ANP/NOS en de Sky Radio Group.
- Dick Klees, na Veronica: presentator/eindredacteur Wereldomroep, eindredacteur Met het Oog op Morgen, presentator AVRO Radiojournaal en NOS Radio 1 Journaal en wederom (tot 2013 freelance) presentator Wereldomroep.
- Hans Becker was redacteur/presentator van Veronica's Popjournaal en het blad Veronica538, alsmede 'huisfotograaf', na Veronica: eindredacteur Personal Computer Magazine VNU, nu zelfstandig documentairemaker

De bekendste geluidstechnicus was Ad Bouman, die tussen 1967 en 1974 zijn favoriete nieuwe platen als de Adje Bouman Top Tien tijdens de programma's van eerst Jan van Veen en later Lex Harding gepresenteerd kreeg. Met oud-collega Jules Geleick richtte hij de Stichting Norderney op, die zich ten doel stelt het culturele en historische erfgoed van Radio Veronica uit de periode 1959 - 1974 te conserveren en te beheren.

## Golflengte en frequentie
Radio Veronica zond uit op een golflengte van 192 m, wat overeenkomt met een frequentie van 1562 kHz. Op 30 september 1972 om 13.00 werd dat 538 m of 557 kHz. Voor het jinglepakket werd gekozen voor 538 (op volle kracht). De naam van de huidige zender Radio 538 is ontleend aan de golflengte van de toenmalige zeezender Veronica. Ook de namen 192Radio en 192TV van een radio- en televisiezender waarop vooral muziek uit de jaren 70 wordt uitgezonden, zijn ontleend aan deze zeezender. Deze verwijzen naar de eerder genoemde golflengte van Radio Veronica. Het logo van deze zenders is het oude logo van Radio Veronica.

## Musical
In 2011 verscheen in Nederland een musical over de geschiedenis van Radio Veronica in de periode 1960 - 1974 onder de titel Herinnert U Zich Deze Nog?! De voorstelling werd geproduceerd door Harry Kies Theaterprodukties en was van februari tot en met juni 2011 in meer dan 60 Nederlandse steden te zien.